# Ceratozamia zaragozae
Ceratozamia zaragozae Medellín-Leal, 1963 è una pianta appartenente alla famiglia delle Zamiaceae, endemica dello stato di San Luis Potosí, in Messico.
Il suo epiteto specifico è in onore del generale messicano Ignacio Zaragoza (1829-1862), eroe della resistenza contro l'intervento francese in Messico.

## Descrizione
Questa pianta è dotata di un fusto di forma ovoidale, lungo 9–20 cm, largo 9–11 cm, in parte sotterraneo.
Le foglie lanceolate, irregolarmente ritorte su sé stesse e lunghe fino a 95 cm, sono composte da foglioline di consistenza coriacea disposte sul rachide in modo alternato. La base del picciolo è tomentosa sul lato dorsale e glabra su quello ventrale.
È una specie dioica, con coni maschili eretti, peduncolati, lunghi 10–20 cm e di 2–3 cm di diametro. I coni femminili hanno una forma cilindrica, lunghi 8–12 cm, larghi 6-7,6 cm. Sia i microsporofilli che i macrosporofilli presentano all'apice due proiezioni cornee caratteristiche del genere Ceratozamia.
I semi hanno una forma rozzamente sferica, con un diametro di circa 2 cm.

## Distribuzione e habitat
Questa specie è endemica dello stato di San Luis Potosí, in Messico. Si trova, in particolare, a sud-ovest di Rioverde.
Cresce sui monti della Sierra de la Equiteria, a circa 1 800 m di altitudine, nelle foreste di pini e querce. Il suolo in questo habitat è costituito da affioramenti vulcanici e riolite.

## Conservazione
La IUCN Red List classifica C. zaragozae come specie in pericolo critico di estinzione (Critically Endangered). È minacciata in particolare dalla raccolta indiscriminata di esemplari, che in alcune zone ne ha già determinato la scomparsa. L'unica popolazione nota di C. zaragozae conta meno di 50 esemplari.
È inserita nell'Appendice I della Convention on International Trade of Endangered Species (CITES)